# 德丰杰投资
德丰杰投资（Draper Fisher Jurvetson, DFJ）是美国著名的风险投资公司。该公司总部位于加州门洛公园，创始人是Timothy C. Draper、John H.N. Fisher、Steve Jurvetson。

## 著名投资案例
该公司成立于1985年。迄今为止，其成功的投资案例包括投资于电子邮件服务提供商Hotmail（该公司后来被微软收购），网络即时通讯服务提供商Skype（该公司后来被eBay收购）。
其在中国的著名投资是投资于中国大陆的网络搜索服务提供商百度，后来该公司在美国纳斯达克上市，德丰杰投资也获得高额回报。